# Micropsyrassa doyeni
Micropsyrassa doyeni là một loài bọ cánh cứng trong họ Cerambycidae.